# أدريان فيليبس
أدريان فيليبس (بالإنجليزية: Adrian Phillips)‏ هو لاعب كرة قدم أمريكية أمريكي، ولد في 28 مارس 1992 في تيريل في الولايات المتحدة.

## وصلات خارجية
- أدريان فيليبس على موقع مرجع كرة القدم المحترفة.كوم (الإنجليزية)